# Censimento degli Stati Uniti d'America del 1800
Il censimento degli Stati Uniti d'America del 1800 fu il secondo censimento condotto negli Stati Uniti d'America. Indetto il 4 agosto 1800 mostrò che in quell'anno le persone residenti negli Stati Uniti erano 5.308.483, delle quali 893.602 erano schiavi. 
Il censimento del 1800 include l'appena creato Distretto di Columbia.
I dati censiti relativi a Georgia, Kentucky, New Jersey, Tennessee e Virginia vennero persi.

## Dati
All'atto del censimento vennero richieste le seguenti informazioni:
- Nome del campo famiglia
- Numero di componenti maschi bianchi liberi di età inferiore a 10 anni
- Numero di componenti maschi bianchi liberi di età compresa tra i 10 ed i 16 anni
- Numero di componenti maschi bianchi liberi di età compresa tra i 16 ed i 26 anni
- Numero di componenti maschi bianchi liberi di età compresa tra i 26 ed i 45 anni
- Numero di componenti maschi bianchi liberi di età superiore a 45 anni
- Numero di componenti femmine bianchi liberi di età inferiore a 10 anni
- Numero di componenti femmine bianchi liberi di età compresa tra i 10 ed i 16 anni
- Numero di componenti femmine bianchi liberi di età compresa tra i 16 ed i 26 anni
- Numero di componenti femmine bianchi liberi di età compresa tra i 26 ed i 45 anni
- Numero di componenti femmine bianchi liberi di età superiore a 45 anni
- Numero di tutte le altre persone
- Numero di schiavi[3]

Seguono le informazioni rilevate dal censimento del 1800.

## Data
| Distretto                                                                           | Maschi bianchi liberi di età inferiore a 10 anni | Maschi bianchi liberi di età compresa tra i 10 ed i 16 anni | Maschi bianchi liberi di età compresa tra i 16 ed i 26 anni | Maschi bianchi liberi di età compresa tra i 26 ed i 45 anni | Maschi bianchi liberi di età superiore a 45 anni | Femmine bianchi liberi di età inferiore a 10 anni | Femmine bianchi liberi di età compresa tra i 10 ed i 16 anni | Femmine bianchi liberi di età compresa tra i 16 ed i 26 anni | Femmine bianchi liberi di età compresa tra i 26 ed i 45 anni | Femmine bianchi liberi di età superiore a 45 anni | Numero di tutte le altre persone | Numero di schiavi | Totale  |
| ----------------------------------------------------------------------------------- | ------------------------------------------------ | ----------------------------------------------------------- | ----------------------------------------------------------- | ----------------------------------------------------------- | ------------------------------------------------ | ------------------------------------------------- | ------------------------------------------------------------ | ------------------------------------------------------------ | ------------------------------------------------------------ | ------------------------------------------------- | -------------------------------- | ----------------- | ------- |
| New Hampshire                                                                       | 30.694                                           | 14.881                                                      | 16.379                                                      | 17.589                                                      | 11.715                                           | 29.871                                            | 14.193                                                       | 17.153                                                       | 18.381                                                       | 12.142                                            | 852                              | 8                 | 183.858 |
| Massachusetts                                                                       | 63.646                                           | 32.507                                                      | 37.905                                                      | 39.729                                                      | 31.348                                           | 60.920                                            | 30.674                                                       | 40.491                                                       | 43.833                                                       | 35.340                                            | 6.452                            | Nessuno           | 422.845 |
| Maine                                                                               | 27.970                                           | 12.305                                                      | 12.900                                                      | 15.318                                                      | 8.339                                            | 26.899                                            | 11.338                                                       | 13.295                                                       | 14.496                                                       | 8.041                                             | 818                              | Nessuno           | 151.719 |
| Connecticut                                                                         | 37.946                                           | 19.408                                                      | 21.683                                                      | 23.180                                                      | 18.976                                           | 35.736                                            | 18.218                                                       | 23.561                                                       | 25.186                                                       | 20.827                                            | 5.330                            | 951               | 251.002 |
| Vermont                                                                             | 29.420                                           | 12.046                                                      | 13.242                                                      | 16.544                                                      | 8.076                                            | 28.272                                            | 11.366                                                       | 12.606                                                       | 15.287                                                       | 7.049                                             | 557                              | Nessuno           | 154.465 |
| Rhode Island                                                                        | 9.945                                            | 5.352                                                       | 5.889                                                       | 5.785                                                       | 4.887                                            | 9.524                                             | 5.026                                                        | 6.463                                                        | 6.919                                                        | 5,648                                             | 3.304                            | 380               | 69.122  |
| New York (con l'esclusione delle contee di Dutchess, Ulster e Orange)               | 83.161                                           | 36.953                                                      | 40.045                                                      | 52.454                                                      | 25.497                                           | 79.154                                            | 32.822                                                       | 39.086                                                       | 47.710                                                       | 23.161                                            | 8.573                            | 15.602            | 484.065 |
| New York (contee di Dutchess, Ulster e Orange)                                      | 16.936                                           | 7.320                                                       | 9.230                                                       | 9.140                                                       | 6.358                                            | 16.319                                            | 6.649                                                        | 9.030                                                        | 8.701                                                        | 5.490                                             | 1.801                            | 5.011             | 101.985 |
| New Jersey                                                                          | 33.900                                           | 15.859                                                      | 16.301                                                      | 19.956                                                      | 12.629                                           | 32.622                                            | 14.827                                                       | 17.018                                                       | 19.533                                                       | 11.600                                            | 4.402                            | 12.422            | 211.149 |
| Pennsylvania orientale                                                              | 52.767                                           | 24.438                                                      | 29.393                                                      | 33.864                                                      | 20.824                                           | 51.176                                            | 23.427                                                       | 29.879                                                       | 30.892                                                       | 19.329                                            | 11.253                           | 557               | 327.979 |
| Pennsylvania occidentale                                                            | 50.459                                           | 21.623                                                      | 24.869                                                      | 25.469                                                      | 17.761                                           | 48.448                                            | 20.362                                                       | 24.095                                                       | 22.954                                                       | 14.066                                            | 3.311                            | 1.149             | 274.566 |
| Delaware                                                                            | 8.250                                            | 4.437                                                       | 5.121                                                       | 5.012                                                       | 2.213                                            | 7.628                                             | 4.277                                                        | 5.543                                                        | 4.981                                                        | 2.390                                             | 8.268                            | 6.153             | 64.273  |
| Maryland, comprende la Contea di Washington nel Distretto di Columbia               | 33.520                                           | 16.581                                                      | 20.560                                                      | 22.169                                                      | 12.617                                           | 32.463                                            | 15.718                                                       | 21.506                                                       | 20.363                                                       | 11.240                                            | 18.646                           | 102.465           | 317.348 |
| Maryland (risultati aggiuntivi per la Contea di Baltimora)                          | 567                                              | 226                                                         | 318                                                         | 343                                                         | 249                                              | 517                                               | 222                                                          | 375                                                          | 318                                                          | 199                                               | 41                               | 847               | 4.276   |
| Virginia (distretto Est)                                                            | 57.837                                           | 25.998                                                      | 32.444                                                      | 34.588                                                      | 19.087                                           | 54.597                                            | 25.469                                                       | 34.807                                                       | 32.641                                                       | 18.821                                            | 13.194                           | 322.199           | 676.682 |
| Virginia (distretto Ovest)                                                          | 34.601                                           | 14.502                                                      | 16.264                                                      | 15.674                                                      | 11.134                                           | 32.726                                            | 13.366                                                       | 15.923                                                       | 3.632                                                        | 15.169                                            | 1.930                            | 23.597            | 203.518 |
| Virginia (Alexandria e parte della Contea di Fairfax nel Distretto di Columbia), in | 889                                              | 320                                                         | 483                                                         | 557                                                         | 221                                              | 670                                               | 313                                                          | 479                                                          | 473                                                          | 189                                               | 383                              | 1.172             | 5.949   |
| Carolina del Nord                                                                   | 63.118                                           | 27.073                                                      | 31.560                                                      | 31.209                                                      | 18.688                                           | 59.074                                            | 25.874                                                       | 32.989                                                       | 30.665                                                       | 17.514                                            | 7.043                            | 133.296           | 478.103 |
| Carolina del Sud                                                                    | 37.411                                           | 16.156                                                      | 17.761                                                      | 19.344                                                      | 10.244                                           | 34.664                                            | 15.857                                                       | 18.145                                                       | 17.236                                                       | 9.437                                             | 3.185                            | 146.151           | 345.591 |
| Georgia                                                                             | 19.841                                           | 8.469                                                       | 9.787                                                       | 10.914                                                      | 4.957                                            | 18.407                                            | 7.914                                                        | 9.243                                                        | 8.835                                                        | 3.894                                             | 1.919                            | 59.699            | 162.686 |
| Kentucky                                                                            | 37.274                                           | 14.045                                                      | 15.705                                                      | 17.699                                                      | 9.238                                            | 34.949                                            | 13.433                                                       | 15.524                                                       | 14.934                                                       | 7.075                                             | 741                              | 40.343            | 220.959 |
| Territorio del nord-ovest                                                           | 9.362                                            | 3.647                                                       | 4.636                                                       | 4.833                                                       | 1.955                                            | 8.644                                             | 3.353                                                        | 3.861                                                        | 3.342                                                        | 1.395                                             | 337                              | Nessuno           | 45.365  |
| Territorio dell'Indiana                                                             | 854                                              | 347                                                         | 466                                                         | 645                                                         | 262                                              | 791                                               | 280                                                          | 424                                                          | 393                                                          | 115                                               | 163                              | 135               | 5.641   |
| Territorio del Mississippi                                                          | 999                                              | 356                                                         | 482                                                         | 780                                                         | 290                                              | 953                                               | 376                                                          | 352                                                          | 462                                                          | 165                                               | 182                              | 3.489             | 8.850   |

| Distretto           | Maschi bianchi liberi di età inferiore a 10 anni | Maschi bianchi liberi di età compresa tra i 10 ed i 16 anni | Maschi bianchi liberi di età compresa tra i 16 ed i 26 anni | Maschi bianchi liberi di età compresa tra i 26 ed i 45 anni | Maschi bianchi liberi di età superiore a 45 anni | Femmine bianchi liberi di età inferiore a 10 anni | Femmine bianchi liberi di età compresa tra i 10 ed i 16 anni | Femmine bianchi liberi di età compresa tra i 16 ed i 26 anni | Femmine bianchi liberi di età compresa tra i 26 ed i 45 anni | Femmine bianchi liberi di età superiore a 45 anni | Numero di tutte le altre persone | Numero di schiavi | Totale    |
| ------------------- | ------------------------------------------------ | ----------------------------------------------------------- | ----------------------------------------------------------- | ----------------------------------------------------------- | ------------------------------------------------ | ------------------------------------------------- | ------------------------------------------------------------ | ------------------------------------------------------------ | ------------------------------------------------------------ | ------------------------------------------------- | -------------------------------- | ----------------- | --------- |
| Totale non corretto | 741.367                                          | 334.849                                                     | 383.423                                                     | 422.795                                                     | 257.526                                          | 705.024                                           | 315.354                                                      | 391.848                                                      | 392.167                                                      | 250.296                                           | 102.685                          | 875.626           | 5.172.312 |
| Tennessee           | 19.227                                           | 7.194                                                       | 8.282                                                       | 8.352                                                       | 4.125                                            | 18.450                                            | 7.042                                                        | 8.554                                                        | 6.992                                                        | 3.491                                             | 309                              | 13.584            | 105.602   |
| Maryland corretto   | 36.751                                           | 17.743                                                      | 21.929                                                      | 23.553                                                      | 13.712                                           | 34.703                                            | 16.787                                                       | 22.915                                                       | 21.725                                                       | 12.180                                            | 19.987                           | 107.707           | 349.692   |
| Totale Corretto     | 763.288                                          | 142.979                                                     | 392.765                                                     | 432.979                                                     | 262.497                                          | 725.197                                           | 323.243                                                      | 401.436                                                      | 400.203                                                      | 254.524                                           | 104.294                          | 893.605           | 5.305.982 |

## Disponibilità dei dati
Per il censimento del 1800 sono disponibili i soli dati statistici relativi al numero di residenti, non sono quindi presenti altri "microdati" come l'età o il livello di istruzione o l'impiego.
Dati aggregati relativi ad aree di dimensioni minori possono essere consultati attraverso il National Historical Geographic Information System.